# 近藤康太郎
近藤 康太郎（こんどう こうたろう、1963年 - ）は、日本のジャーナリスト、朝日新聞記者。
東京都渋谷区出身。趣味は銭湯。

## 略歴
東京都渋谷区に生まれる。
1987年、慶應義塾大学文学部卒業。朝日新聞社に入社。
『朝日新聞』川崎支局、『朝日新聞』学芸部、『AERA』編集部、『朝日新聞』外報部などを経る。
1999年、『朝日新聞』ニューヨーク特派員。
2010年、『朝日新聞』文化くらし報道部へ。『朝日新聞』の朝刊文化面、読書面、夕刊音楽面を担当。
2014年、『朝日新聞』長崎県諫早支局長。2017年、『朝日新聞』大分県日田支局長。2021年、『朝日新聞』熊本県天草支局長。

## 著作

### 単著
- 『リアルロック 日本語rock小事典』三一書房、1997年5月。ISBN 4-380-97232-1。
- 『アメリカが知らないアメリカ 世界帝国を動かす深奥部の力』講談社、2003年7月22日。ISBN 4-06-211945-5。
  - 『朝日新聞記者が書いた「アメリカが知らないアメリカ」』講談社〈講談社+α文庫〉、2005年9月20日。ISBN 4-06-256966-3。 - 近藤(2003)の文庫化。
- 『朝日新聞記者が書いたアメリカ人「アホ・マヌケ」論』講談社〈講談社+α新書〉、2004年7月20日。ISBN 4-06-272267-4。
- 『朝日新聞記者が書けなかったアメリカの大汚点』講談社〈講談社+α新書〉、2004年11月20日。ISBN 4-06-272285-2。
- 『「あらすじ」だけで人生の意味が全部わかる世界の古典13』講談社〈講談社+α新書 212-3C〉、2012年11月20日。ISBN 978-4-06-272781-5。
- 『三行で撃つ 〈善く、生きる〉ための文章塾』 CCCメディアハウス、2020年12月12日。ISBN 978-4484202297。
- 『百冊で耕す <自由に、なる>ための読者術』 CCCメディアハウス、2023年3月13日。ISBN 978-4-484-22233-2。

### 共著
- 朝日新聞横浜支局『追跡リクルート疑惑 スクープ取材に燃えた121日』朝日新聞社、1988年10月。ISBN 4-02-255948-9。
- 『日本ロック＆フォークアルバム大全1968-1979』田口史人・湯浅学・北中正和 監修、音楽之友社〈ONTOMO MOOK 23〉、1996年4月。ISBN 4-276-96023-1。
  - 『ラヴ・ジェネレーション1966-1979 スパイダース，ジャックスからYMO，東京ロッカーズまで』田口史人・湯浅学・北中正和 監修、音楽之友社〈ONTOMO MOOK 92〉、2001年5月。ISBN 4-276-96092-4。 - 田口＆湯浅＆北中(1996)の新版。
- 水野和夫 共著『成長のない社会で、わたしたちはいかに生きていくべきなのか』徳間書店、2013年10月23日。ISBN 978-4-19-863692-0。

### 編著
- 水木悦子、赤塚りえ子・手塚るみ子『ゲゲゲの娘、レレレの娘、らららの娘』文藝春秋、2010年2月10日。ISBN 978-4-16-372050-0。
  - 水木悦子、赤塚りえ子・手塚るみ子『ゲゲゲの娘、レレレの娘、らららの娘』南伸坊 解説、文藝春秋〈文春文庫 み41-1〉、2012年5月10日。ISBN 978-4-16-780194-6。 - 水木＆赤塚＆手塚(2010)の文庫化。

### 記事
以下にWEBRONZA人物紹介にあるリンクを記載。
- “みんな、もう、どんどん熱狂しちゃってくれたまえ！”. 朝日新聞 (朝日新聞社). (2011年9月5日) 2013年1月26日閲覧。
- “9・11とパティ・スミス、3・11とキヨシロー、斉藤和義”. 朝日新聞 (朝日新聞社). (2011年9月10日) 2013年1月26日閲覧。
- “大統領選挙、テキサス、後悔バー”. 朝日新聞 (朝日新聞社). (2011年9月22日) 2013年1月26日閲覧。
- ““マドンナ”の歌う「村上春樹つまらない」”. 朝日新聞 (朝日新聞社). (2011年10月6日) 2013年1月26日閲覧。
- “ノーベル文学賞、ボブ・ディランにやっとけや！”. 朝日新聞 (朝日新聞社). (2011年10月18日) 2013年1月26日閲覧。
- “「ウルトラQ」なんか大嫌いだった――ナメゴンとゴーガとリヴァイアサンと”. 朝日新聞 (朝日新聞社). (2011年11月3日) 2013年1月26日閲覧。
- “不老不死か？ するいぞエアロスミス”. 朝日新聞 (朝日新聞社). (2011年12月19日) 2013年1月26日閲覧。
- “【2011年 ライブ ベスト5】 ロックは、エレキがズガドゴ鳴ってりゃいいのよ”. 朝日新聞 (朝日新聞社). (2011年12月30日) 2013年1月26日閲覧。
- “チャン・グンソクのライブにカップルで行けるか？”. 朝日新聞 (朝日新聞社). (2012年1月11日) 2013年1月26日閲覧。
- “落合博満のベストセラー『采配』はタリラリラ～ンなのだ！”. 朝日新聞 (朝日新聞社). (2012年1月26日) 2013年1月26日閲覧。
- “君が代斉唱、いけいけ、橋下さん！”. 朝日新聞 (朝日新聞社). (2012年3月20日) 2013年1月26日閲覧。
- “脱原発の抗議行動をする人たちは「熱狂」しているのか？”. 朝日新聞 (朝日新聞社). (2012年7月27日) 2013年1月26日閲覧。
- “朝日新聞のトップ記事「路上から武道館へ」は美談なのか？”. 朝日新聞 (朝日新聞社). (2012年11月5日) 2013年1月26日閲覧。
- “いい加減にしてくれ、アマゾン”. 朝日新聞 (朝日新聞社). (2012年11月7日) 2013年1月26日閲覧。
- “どっちらけアメリカ大統領選と、ブルースと”. 朝日新聞 (朝日新聞社). (2012年11月13日) 2013年1月26日閲覧。
- “【2012年 ライブ ベスト5】 笑うために、聴け！”. 朝日新聞 (朝日新聞社). (2012年12月26日) 2013年1月26日閲覧。
- “WBCがおもしろいほんとうの理由”. 朝日新聞 (朝日新聞社). (2013年3月15日) 2013年3月27日閲覧。
- “サザンって、「国民的」なバンドだったの？”. 朝日新聞 (朝日新聞社). (2013年8月16日) 2013年8月31日閲覧。
- “毒と笑いと傷を含んだきゃりーぱみゅぱみゅが、アイドルブームに終止符を”. 朝日新聞 (朝日新聞社). (2013年9月11日) 2014年11月24日閲覧。
- “「ジョンはいいけど、ポールはね」ってホント？”. 朝日新聞 (朝日新聞社). (2013年11月16日) 2014年11月24日閲覧。
- “【2013年　ポピュラー音楽　ベスト5】　「小細工」してないアーティストたち”. 朝日新聞 (朝日新聞社). (2013年12月25日) 2014年11月24日閲覧。
- “ASKAは誰を殴りたかったんだ？”. 朝日新聞 (朝日新聞社). (2014年5月28日) 2014年11月24日閲覧。

### 書評
以下に朝日新聞デジタルにあるリンクを記載。
- “磁力と重力の発見 ［著］山本義隆”. 朝日新聞 (朝日新聞社). (2010年4月25日) 2013年1月26日閲覧。
- “遠い崖 ［著］萩原延壽”. 朝日新聞 (朝日新聞社). (2010年5月2日) 2013年1月26日閲覧。
- “木村蒹葭堂のサロン ［著］中村真一郎”. 朝日新聞 (朝日新聞社). (2010年5月16日) 2013年1月26日閲覧。
- “孤独なボウリング ［著］パットナム”. 朝日新聞 (朝日新聞社). (2010年5月30日) 2013年1月26日閲覧。
- “トランスクリティーク ［著］柄谷行人”. 朝日新聞 (朝日新聞社). (2010年6月6日) 2013年1月26日閲覧。
- “国家の罠 ［著］佐藤優／カラマーゾフの兄弟 ［著］ドストエフスキー”. 朝日新聞 (朝日新聞社). (2010年6月13日) 2013年1月26日閲覧。
- “〈帝国〉 ［著］アントニオ・ネグリ、マイケル・ハート／帝国以後 ［著］エマニュエル・トッド”. 朝日新聞 (朝日新聞社). (2010年6月27日) 2013年1月26日閲覧。
- “日米交換船 ［著］鶴見俊輔、加藤典洋、黒川創／昭和精神史 ［著］桶谷秀昭”. 朝日新聞 (朝日新聞社). (2010年7月11日) 2013年1月26日閲覧。
- “敗北を抱きしめて ［著］ジョン・ダワー／ナショナリズムの由来 ［著］大澤真幸”. 朝日新聞 (朝日新聞社). (2010年7月25日) 2013年1月26日閲覧。
- “エクソフォニー ［著］多和田葉子／シンセミア ［著］阿部和重”. 朝日新聞 (朝日新聞社). (2010年8月22日) 2013年1月26日閲覧。
- “とげ抜き―新巣鴨地蔵縁起 ［著］伊藤比呂美／廣松渉―近代の超克 ［著］小林敏明”. 朝日新聞 (朝日新聞社). (2010年9月5日) 2013年1月26日閲覧。
- “わたしを離さないで ［著］カズオ・イシグロ／ブーバーとショーレム ［著］上山安敏”. 朝日新聞 (朝日新聞社). (2010年9月12日) 2013年1月26日閲覧。
- “道元禅師 ［著］立松和平／神は妄想である ［著］リチャード・ドーキンス”. 朝日新聞 (朝日新聞社). (2010年10月3日) 2013年1月26日閲覧。
- “マオ ［著］ユン・チアン、ジョン・ハリデイ／輝く日の宮 ［著］丸谷才一”. 朝日新聞 (朝日新聞社). (2010年10月17日) 2013年1月26日閲覧。
- “釈迢空ノート ［著］富岡多恵子／ 東西/南北考 ［著］赤坂憲雄”. 朝日新聞 (朝日新聞社). (2010年10月24日) 2013年1月26日閲覧。
- “宮沢章夫さんと読む「資本論」（下）”. 朝日新聞 (朝日新聞社). (2011年5月22日) 2013年1月26日閲覧。
- “竹田青嗣さんと読む「純粋理性批判」（上）”. 朝日新聞 (朝日新聞社). (2011年6月19日) 2013年1月26日閲覧。
- “池澤夏樹さんと読む「白鯨」（下）”. 朝日新聞 (朝日新聞社). (2011年7月17日) 2013年1月26日閲覧。
- “大澤真幸さんと読む「聖書」（下）”. 朝日新聞 (朝日新聞社). (2011年9月18日) 2013年1月26日閲覧。
- “知花くららさん（モデル）と読む『春琴抄』”. 朝日新聞 (朝日新聞社). (2012年4月1日) 2013年1月26日閲覧。
- “斉唱の口元監視、国民性の縮図？”. 朝日新聞 (朝日新聞社). (2012年4月12日) 2013年1月26日閲覧。
- “政治塾ブーム、素人も続々 古代アテネは抽選で公職選出”. 朝日新聞 (朝日新聞社). (2012年5月4日) 2013年1月26日閲覧。
- “坂口恭平「カネのため人生捨てるな」 出版・映画次々”. 朝日新聞 (朝日新聞社). (2012年6月20日) 2013年1月26日閲覧。
- “福沢諭吉の実像とは 自由と平等唱え、アジア蔑視発言も”. 朝日新聞 (朝日新聞社). (2013年1月21日) 2013年1月26日閲覧。
- “資本主義に「成長」は必要か　アベノミクスに踊る前に”. 朝日新聞 (朝日新聞社). (2013年2月18日) 2013年8月31日閲覧。

## 関連人物
- 赤坂憲雄
- 阿部和重
- アントニオ・ネグリ
- 池澤夏樹
- 伊藤比呂美
- 上山安敏
- エマニュエル・トッド
- 大澤真幸
- 桶谷秀昭
- カズオ・イシグロ
- 加藤典洋
- 柄谷行人
- 黒川創
- 小林敏明
- 坂口恭平
- 佐藤優
- ジョン・ダワー
- ジョン・ハリデイ
- 竹田青嗣
- 立松和平
- 多和田葉子
- 知花くらら
- 鶴見俊輔
- 富岡多恵子
- 中村真一郎
- 萩原延壽
- 福澤諭吉
- フョードル・ドストエフスキー
- マイケル・ハート
- 丸谷才一
- 宮沢章夫
- 山本義隆
- ユン・チアン
- リチャード・ドーキンス
- ロバート・D・パットナム